# Caio Múcio Cévola

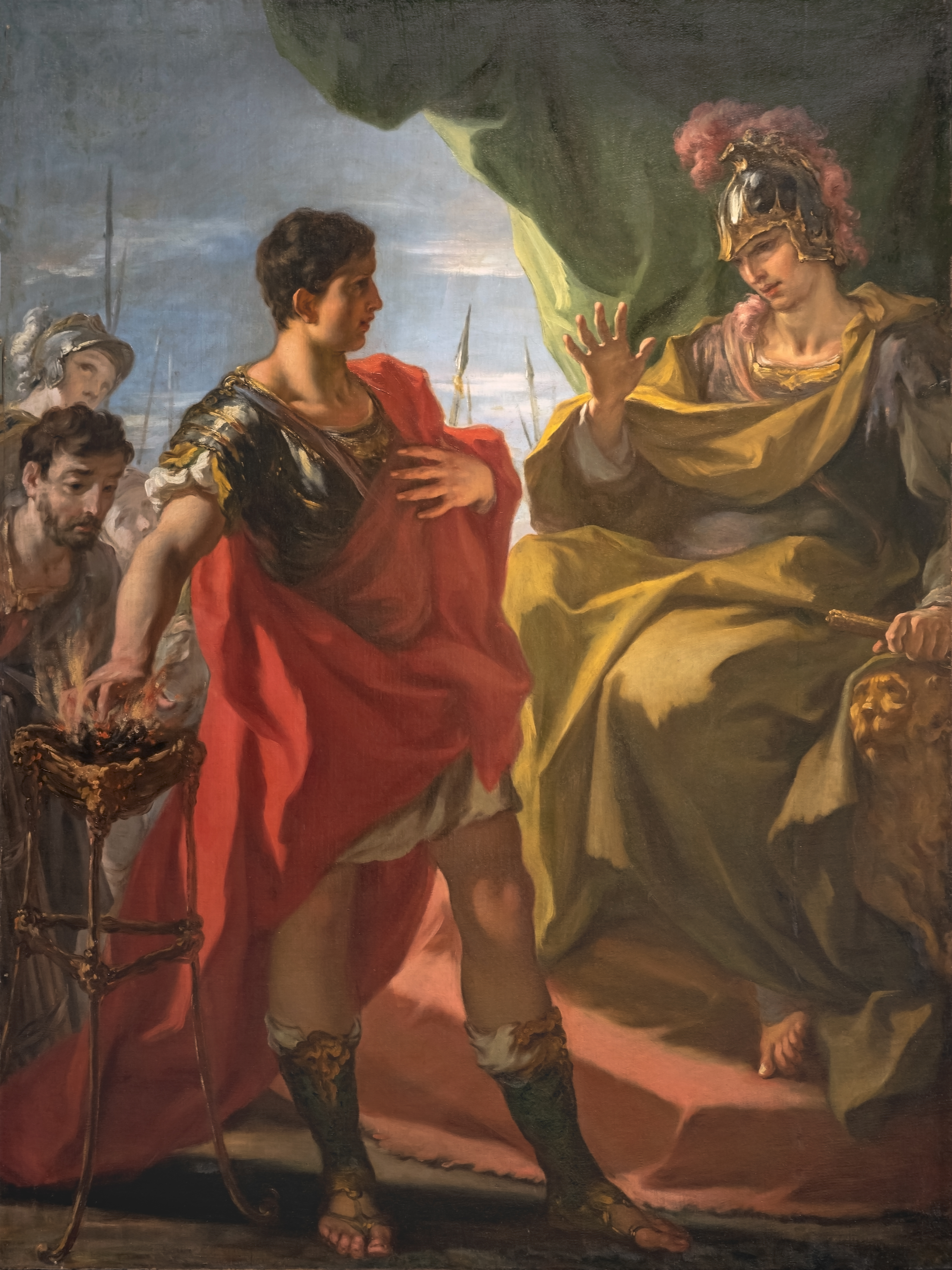
Caio Múcio perante o rei Lars Porsena com a mão direita no fogo.
1706-8. Por Giovanni Antonio Pellegrini, no Ca' Rezzonico, em Veneza.

Caio Múcio Cévola (em latim: Gaius Mucius Scaevola) foi um jovem romano antigo e herói da guerra de Roma contra Lars Porsena, o rei de Clúsio, em 508 a.C., o segundo ano da nascente República Romana. Protagonista de uma famosa lenda, é notório por sua bravura.

## História
A história de Múcio Cévola foi contada por diversos autores antigos, principalmente Lívio, Plutarco,, Dionísio de Halicarnasso, Lúcio Ânio Floro, e Aurélio Vítor.

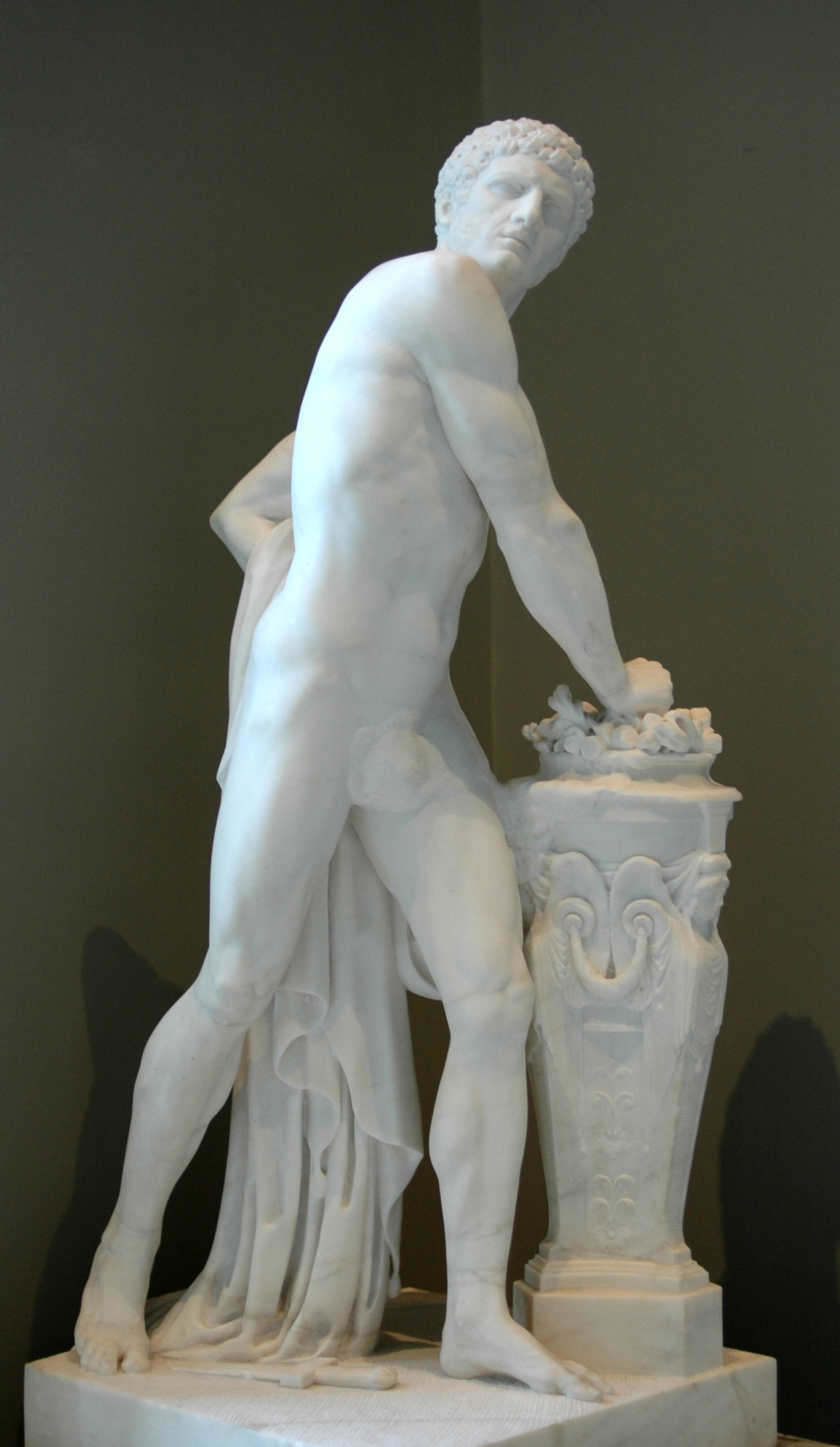
Múcio Cévola.
Por Louis-Pierre Deseine (1749-1822), no Louvre.

Logo depois da fundação da República Romana, Roma se viu rapidamente sob a ameaça etrusca representada pelo rei de Clúsio, Lars Porsena, que marchou contra os romanos para tentar repor no trono Tarquínio Soberbo, que havia sido expulso no ano anterior. Depois de rechaçar um primeiro ataque, o romanos se refugiaram atrás das muralhas da cidade e Porsena iniciou seu famoso cerco, instalando seu acampamento na margem do Tibre. Conforme o cerco se prolongou, a fome começou a assolar a população romana e Múcio, um jovem patrício, decidiu se oferecer para invadir sorrateiramente o acampamento inimigo para assassinar Porsena. Para evitar que fosse tomado por um desertor, Múcio apresentou seu caso ao Senado Romano.
Disfarçado, Múcio invadiu o acampamento inimigo e se aproximou de uma multidão que se apinhava na frente do tribunal de Porsena. Porém, como ele nunca tinha visto o rei, ele se equivoca e assassina uma pessoa diferente. Segundo Lívio e Dionísio, um secretário do rei, segundo Plutarco, Vítor e Floro, um funcionário.
Imediatamente preso, foi levado perante o rei, que o interrogou. Longe de se intimidar, Múcio respondeu às perguntas e se identificou como um cidadão romano disposto a assassiná-lo. Para demonstrar seu propósito e castigar seu próprio erro, Múcio colocou sua mão direita no fogo de um braseiro aceso para um sacrifício e disse: "Veja, veja que coisa irrelevante é o corpo para os que não aspiram mais do que a glória!". Surpreso e impressionado pela cena, o rei ordenou que Múcio fosse libertado. Como reconhecimento, Múcio confessa que trezentos jovens romanos haviam jurado, assim como ele, estar prontos a sacrificar-se para matá-lo.
Aterrorizado por esta revelação, Porsena teria baixado suas armas e enviado embaixadores a Roma. Depois desta vitória e com sua mão direita completamente inválida, Caio Múcio recebeu o cognome "Cévola" (em latim: "Scaevola"), que em latim significa "canhoto", um cognome que seria conservado pelos seus descendentes. Para recompensá-lo, os romanos presentearam Múcio Cévola com terras na outra margem do Tibre, que passaram a ser chamados de "Campos Múcios". Finalmente, uma estátua foi consagrada em sua memória.

## Mitologia comparada
As investigações em mitologia comparada de Georges Dumézil estabeleceram um paralelo entre Múcio Cévola e Horácio Cocles em sua luta contra Porsena.